# الدوري الكويتي 1972–73
أقيمت بطولة الدوري الكويتي الثانية عشر في موسم 1972/1973، وقد شارك في البطولة 7 فرق، وقد حقق نادي القادسية الكويتي لقب البطولة للمرة الثالثة في تاريخه.

## ترتيب الفرق
| الفريق                | لعب | فاز | تعادل | خسر | له | عليه | النقاط |
| --------------------- | --- | --- | ----- | --- | -- | ---- | ------ |
| نادي القادسية الكويتي | 12  | 8   | 3     | 1   | 30 | 12   | 19     |
| نادي العربي الكويتي   | 12  | 6   | 3     | 3   | 30 | 22   | 15     |
| نادي كاظمة            | 12  | 4   | 5     | 3   | 20 | 14   | 13     |
| نادي الكويت           | 12  | 4   | 5     | 3   | 15 | 13   | 13     |
| نادي اليرموك          | 12  | 4   | 4     | 4   | 24 | 23   | 12     |
| نادي السالمية         | 12  | 3   | 4     | 5   | 20 | 22   | 10     |
| نادي خيطان            | 12  | 0   | 2     | 10  | 11 | 44   | 2      |

## هداف البطولة
- جاسم يعقوب (القادسية) 15 هدف.

## أرقام من البطولة
- أكثر الفرق تحقيقا للفوز هو نادي القادسية الكويتي ب8 انتصارات.
- أقل الفرق تحقيقا للفوز هو نادي خيطان حيث لم يفز.
- أكثر الفرق تحقيقا للتعادل هو هما نادي كاظمة ونادي الكويت ب5 تعادلات.
- أقل الفرق تحقيقا للتعادل هو نادي خيطان بتعادلين.
- أكثر الفرق تعرضا للخسارة هو نادي خيطان ب10 هزائم.
- أقل الفرق تعرضا للخسارة هو نادي القادسية الكويتي بهزيمة واحدة.
- أكثر الفرق تسجيلا للأهداف هما نادي القادسية الكويتي ونادي العربي الكويتي ب30 هدف.
- أقل الفرق تسجيلا للأهداف هو نادي خيطان ب11 هدف.
- أكثر الفرق استقبالا للأهداف هو نادي خيطان ب44 هدف.
- أقل الفرق استقبالا للأهداف هو نادي القادسية الكويتي ب12 هدف.